# Astraponotus
Astraponotus és un gènere extint de mamífers astrapoteris de la família dels astrapotèrids que visqueren a Sud-amèrica durant l'Eocè, fa entre 38 i 48 milions d'anys. Se n'han trobat restes fòssils a les províncies argentines de Chubut i Río Negro. Eren animals molt grossos, semblants als tapirs i presumiblement de vida semiaquàtica. Tenien una anatomia cranial i mandibular força primitiva. El nom genèric Astraponotus és una combinació d'Astrapotherium, el nom d'un parent proper, i del terme grec notos, que significa ‘austral’.